# Alfundão e Peroguarda
Alfundão e Peroguarda (oficialmente: União das Freguesias de Alfundão e Peroguarda) é uma freguesia portuguesa do município de Ferreira do Alentejo com 88,33 km² de área e 1287 habitantes (censo de 2021). A sua densidade populacional é 14,6 hab./km².

## História
Foi constituída em 2013, no âmbito de uma reforma administrativa nacional, pela agregação das antigas freguesias de Alfundão e Peroguarda e tem a sede em Alfundão.

## Demografia
| Ano  | 0-14 Anos | 15-24 Anos | 25-64 Anos | > 65 Anos |
| 2001 | 198       | 172        | 691        | 337       |
| 2011 | 161       | 111        | 652        | 303       |
| 2021 | 127       | 133        | 707        | 320       |

À data da junção das freguesias, a população registada no censo anterior foi:
| Freguesia atual       | Freguesia atual | Freguesia atual | Freguesias antigas | Freguesias antigas | Freguesias antigas |
| Freguesia             | População(2011) | Área(km²)       | Freguesia          | População(2011)    | Área(km²)          |
| --------------------- | --------------- | --------------- | ------------------ | ------------------ | ------------------ |
| Alfundão e Peroguarda | 1227            | 88,33           | Alfundão           | 863                | 51,96              |
| Alfundão e Peroguarda | 1227            | 88,33           | Peroguarda         | 364                | 36,37              |